# Artistique-Weltmeisterschaft 1980

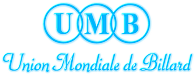
Logo UMB (ausrichtender Verband)

Veranstaltungsort: Maubeuge

Die Billard-Artistique-Weltmeisterschaft 1980 war das zwölfte Turnier in dieser Disziplin des Karambolagebillards und fand vom 28. Februar bis zum 2. März 1980 in Maubeuge statt. Es war die fünfte Artistique-WM in Frankreich.

## Geschichte
Erstmals hatten am Ende einer Artistique-WM zwei Akteure die gleiche Punktzahl erreicht. Da Raymond Steylaerts weniger Versuche benötigt hatte, verteidigte er seinen WM-Titel vor Léo Corin. Platz drei erreichte der niederländische Billardfabrikant Cees van Oosterhout. Es war die erste WM-Medaille für die Niederlande in dieser Billarddisziplin. Hauptschiedsrichter war wieder René Vingerhoedt.

## Modus
Gespielt wurden 76 verschiedene Figuren mit verschiedenen Punktewertungen. Jeder Teilnehmer hatte pro Figur drei Versuche. Die maximale Punktzahl betrug 500 Punkte.

Gewertet wurde wie folgt:
1. Punkte = Erzielte Punkte
2. Versuche = Anzahl der gespielten Versuche
3. gelöste Figuren = gelöste Figuren
4. HS = Punkte der nacheinander gelösten Figuren

## Abschlusstabelle
| Platz                        | Name                | Punkte | Versuche | gel. Figuren | HS |
| ---------------------------- | ------------------- | ------ | -------- | ------------ | -- |
| 1                            | Raymond Steylaerts  | 283    | 161      | 48           | 28 |
| 2                            | Léo Corin           | 283    | 167      | 47           | 47 |
| 3                            | Cees van Oosterhout | 255    | 171      | 43           | 30 |
| 4                            | Carlos Tosi         | 243    | 178      | 41           | 32 |
| 5                            | Giuseppe Tomsich    | 227    | 180      | 39           | 26 |
| 6                            | Jean-Luc Chiche     | 222    | 181      | 38           | 24 |
| 7                            | Julio Gil           | 212    | 188      | 38           | 30 |
| 8                            | Claudio Nadal       | 208    | 181      | 37           | 26 |
| 9                            | Gérard Mouradian    | 192    | 192      | 33           | 29 |
| 10                           | Werner Hutmacher    | 151    | 201      | 27           | 27 |
| Turnierdurchschnitt: 45,52 % |                     |        |          |              |    |